# Prades-d'Aubrac
Pour les articles homonymes, voir Prades et Aubrac (homonymie).
Prades-d'Aubrac (Prados d'Aubrac en occitan) est une commune française, située dans le département de l'Aveyron en région Occitanie. Ses habitants sont appelés les Pradelains.
Le patrimoine architectural de la commune comprend un immeuble protégé au titre des monuments historiques : l'église Saint-Laurent, classée en 1929.

## Géographie

### Localisation
La commune est située dans le nord-est du département de l'Aveyron. Elle est limitrophe de la Lozère et proche du Cantal.
Elle est composée de quatre anciennes paroisses (Prades, Lunet, Born et les Crouzets) et de nombreux hameaux et fermes isolées (la Bastide, le Belnom, la Borie, le Bousquet, le Bru, Cadepau, Cantaloube, Caussanel, Combebélière, les Cousteilles, les Coustilles, la Devezette, les Escures, Fabrézille, Fabrègues, le Four del Mas, le Grès, la Jonquière, Lausses, les Mansonnies, Mas Nouvel, le Monteil, le Nayral, Niel, la Peyronie, les Plos, Roques, la Rousselie, la Salle, le Serre, la Vayssière, Vernescure, le Vialaret, la Vidalerie, Vioulac et Vioulaguet).

### Communes limitrophes
Les communes limitrophes sont  Castelnau-de-Mandailles, Nasbinals, Saint Geniez d'Olt et d'Aubrac, Saint-Chély-d'Aubrac et Sainte-Eulalie-d'Olt.
|                         | Saint-Chély-d'Aubrac | Nasbinals (Lozère)             |
| Castelnau-de-Mandailles | Prades-d'Aubrac      |                                |
| Sainte-Eulalie-d'Olt    |                      | Saint Geniez d'Olt et d'Aubrac |

### Géologie et relief
La commune est située dans le Massif central sur le plateau central de l'Aubrac aveyronnais classé en zone Natura 2000,.
Le sous-sol sur le territoire de la commune est composé principalement de schiste, de basalte, et parfois de calcaire, notamment au hameau du Caussanel.

### Randonnée
Deux circuits de petite randonnée (PR) sur la commune : Les Treize Vents (11 km, départ du parking de la station de Brameloup) et Le Vieux Chemin (18 km, départ à la sortie de Prades d'Aubrac).
Deux circuits à Prades (non balisés) : "Circuit des Crêtes - La Borie" (6 km) et "Circuit des Cousteilles et du ruisseau du Serre" (4 km), disponibles à la Mairie ou téléchargeables sur le site de la Mairie (http://www.pradesdaubrac.fr, rubrique "Aux alentours" puis "Randonnées").
Deux circuits à Brameloup : "Les sentiers de Dédé" (8 et 5 km).

### Hydrographie

#### Réseau hydrographique

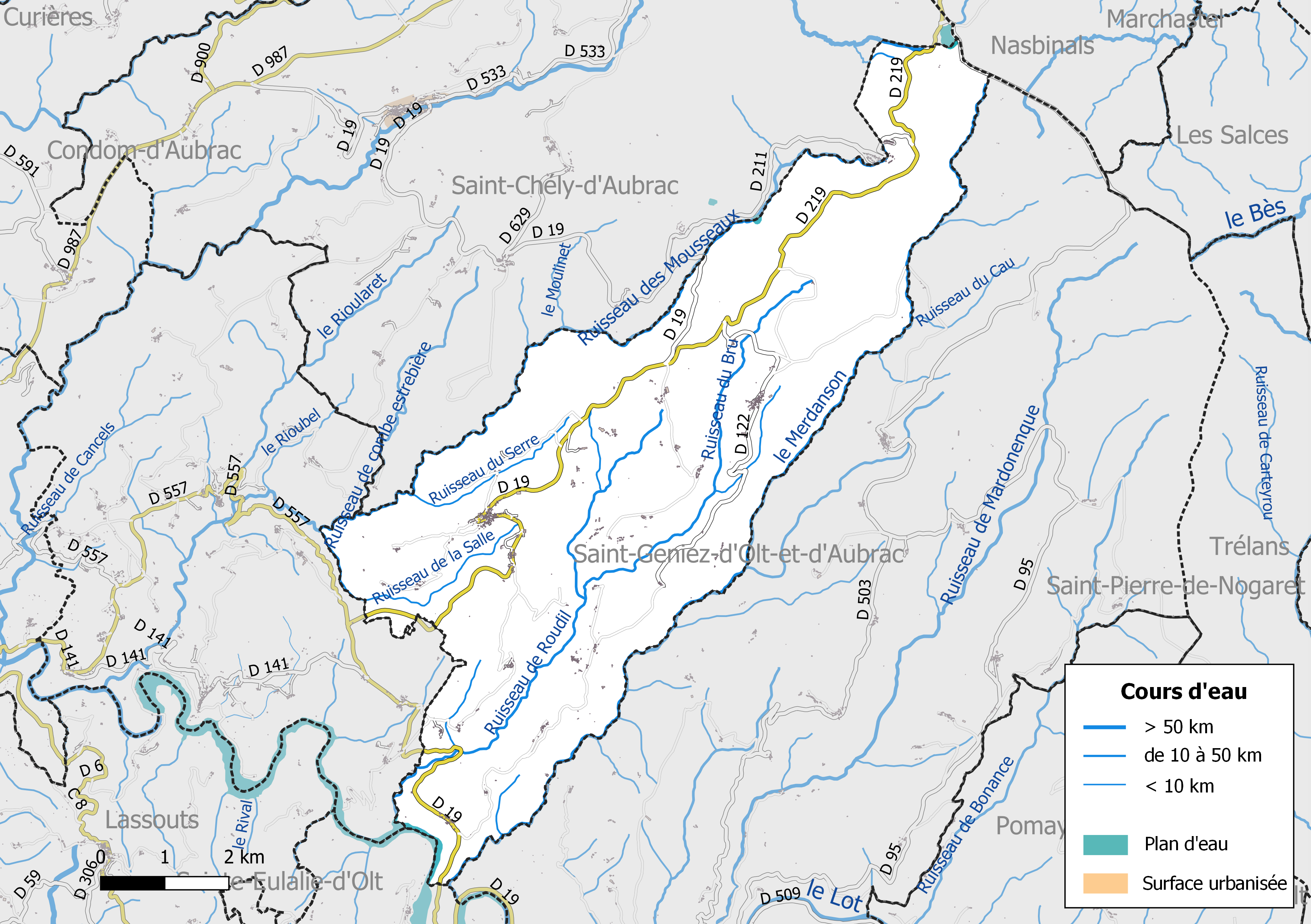
Réseaux hydrographique et routier de Prades-d'Aubrac.

La commune est drainée par le Lot, la Boralde de Saint-Chély-d'Aubrac, le Merdanson, le Ruisseau des Mousseaux, le ruisseau de Roudil, le ruisseau du Bru, le ruisseau de Born, le ruisseau de la Salle, le ruisseau du Serre et par divers petits cours d'eau.
Le Lot prend sa source à 1272 m d’altitude sur la montagne du Goulet (nord du Mont Lozère), dans la commune de Cubières (48), et se jette  dans la Garonne à Aiguillon (47), après avoir parcouru 484 km et traversé 129 communes.
La Boralde de Saint-Chély-d'Aubrac, d'une longueur totale de 25,2 km, prend sa source dans la commune de Prades-d'Aubrac et se jette  dans le Lot à Saint-Côme-d'Olt, après avoir arrosé 5 communes.
Le Merdanson, d'une longueur totale de 17,7 km, prend sa source dans la commune de Prades-d'Aubrac et se jette  dans le Lot à Sainte-Eulalie-d'Olt, après avoir arrosé 3 communes.
Le Ruisseau des Mousseaux, d'une longueur totale de 19,8 km, prend sa source dans la commune de Saint-Chély-d'Aubrac et se jette  dans le Lot  à Lassouts, après avoir arrosé 4 communes.
La retenue de Castelnau-Lassouts est un lac de retenue lié au barrage de Castelnau-Lassouts. Longue de quinze kilomètres, elle s'étend sur 2,18 km2. Outre les deux communes entre lesquelles est érigé le barrage, elle baigne également Prades-d'Aubrac, Sainte-Eulalie-d'Olt et Saint-Geniez-d'Olt. Elle est également alimentée par une quinzaine de petits ruisseaux, dont le plus important est le Merdanson.

#### Gestion des cours d'eau
Afin d’atteindre le bon état des eaux imposé par la Directive-cadre sur l'eau du 23 octobre 2000, plusieurs outils de gestion intégrée s’articulent à différentes échelles pour définir et mettre en œuvre un programme d’actions de réhabilitation et de gestion des milieux aquatiques : le SDAGE (Schéma directeur d'aménagement et de gestion des eaux), à l’échelle du bassin hydrographique, et le SAGE (Schéma d'aménagement et de gestion des eaux), à l’échelle locale. Ce dernier fixe les objectifs généraux d’utilisation, de mise en valeur et de protection quantitative et qualitative des ressources en eau superficielle et souterraine. Trois SAGE sont mis en œuvre dans le département de l'Aveyron.
La commune fait partie du SAGE Lot amont, approuvé le 15 décembre 2015, au sein du SDAGE Adour-Garonne. Le périmètre de ce SAGE concerne le bassin d'alimentation du Lot depuis sa source jusqu'à Entraygues-sur-Truyère dans l'Aveyron, où il reçoit la Truyère en rive droite. Il couvre ainsi 91 communes, sur deux départements (Lozère et Aveyron) et 2 régions – une superficie de 2 616 km2 et 1 400 km de cours d'eau permanents auxquels s'ajoutent jusqu'à 576 km de cours d'eau temporaires,. Le pilotage et l’animation du SAGE sont assurés par le Syndicat mixte Lot-Dourdou (SMLD), qualifié de « structure porteuse ». Cet organisme a été créé le 1er janvier 2014 par rapprochement de trois syndicats de rivières et est constitué de quatorze communautés de communes.

### Climat
Pour des articles plus généraux, voir Climat de l'Occitanie et Climat de l'Aveyron.
En 2010, le climat de la commune est de type climat de montagne, selon une étude s'appuyant sur une série de données couvrant la période 1971-2000. En 2020, Météo-France publie une typologie des climats de la France métropolitaine dans laquelle la commune est exposée à un climat de montagne et est dans la région climatique Sud-est du Massif Central, caractérisée par une pluviométrie annuelle de 1 000 à 1 500 mm, minimale en été, maximale en automne.
Pour la période 1971-2000, la température annuelle moyenne est de 9,2 °C, avec une amplitude thermique annuelle de 15,8 °C. Le cumul annuel moyen de précipitations est de 1 168 mm, avec 11,3 jours de précipitations en janvier et 6,7 jours en juillet. Pour la période 1991-2020, la température moyenne annuelle observée sur la station météorologique la plus proche, située sur la commune de Saint Geniez d'Olt et d'Aubrac à 8 km à vol d'oiseau, est de 9,0 °C et le cumul annuel moyen de précipitations est de 1 456,2 mm,. Pour l'avenir, les paramètres climatiques de la commune estimés pour 2050 selon différents scénarios d'émission de gaz à effet de serre sont consultables sur un site dédié publié par Météo-France en novembre 2022.

### Milieux naturels et biodiversité

#### Espaces protégés
La protection réglementaire est le mode d’intervention le plus fort pour préserver des espaces naturels remarquables et leur biodiversité associée.
Dans ce cadre, la commune fait partie d'un espace protégé, le Parc naturel régional de l'Aubrac, créé par décret le 23 mai 2018 et d'une superficie de 220 284 ha. Région rurale de moyenne montagne, l’Aubrac possède un patrimoine encore bien préservé. Son économie rurale, ses paysages, ses savoir-faire, son environnement et son patrimoine culturel reconnus n'en demeurent pas moins vulnérables et menacés et c'est à ce titre que cette zone a été protégée ,.
Un autre espace protégé est présent sur la commune : 
Les Tourbières d'Aubrac, une réserve biologique dirigée, d'une superficie de 413,3 ha.

#### Sites Natura 2000

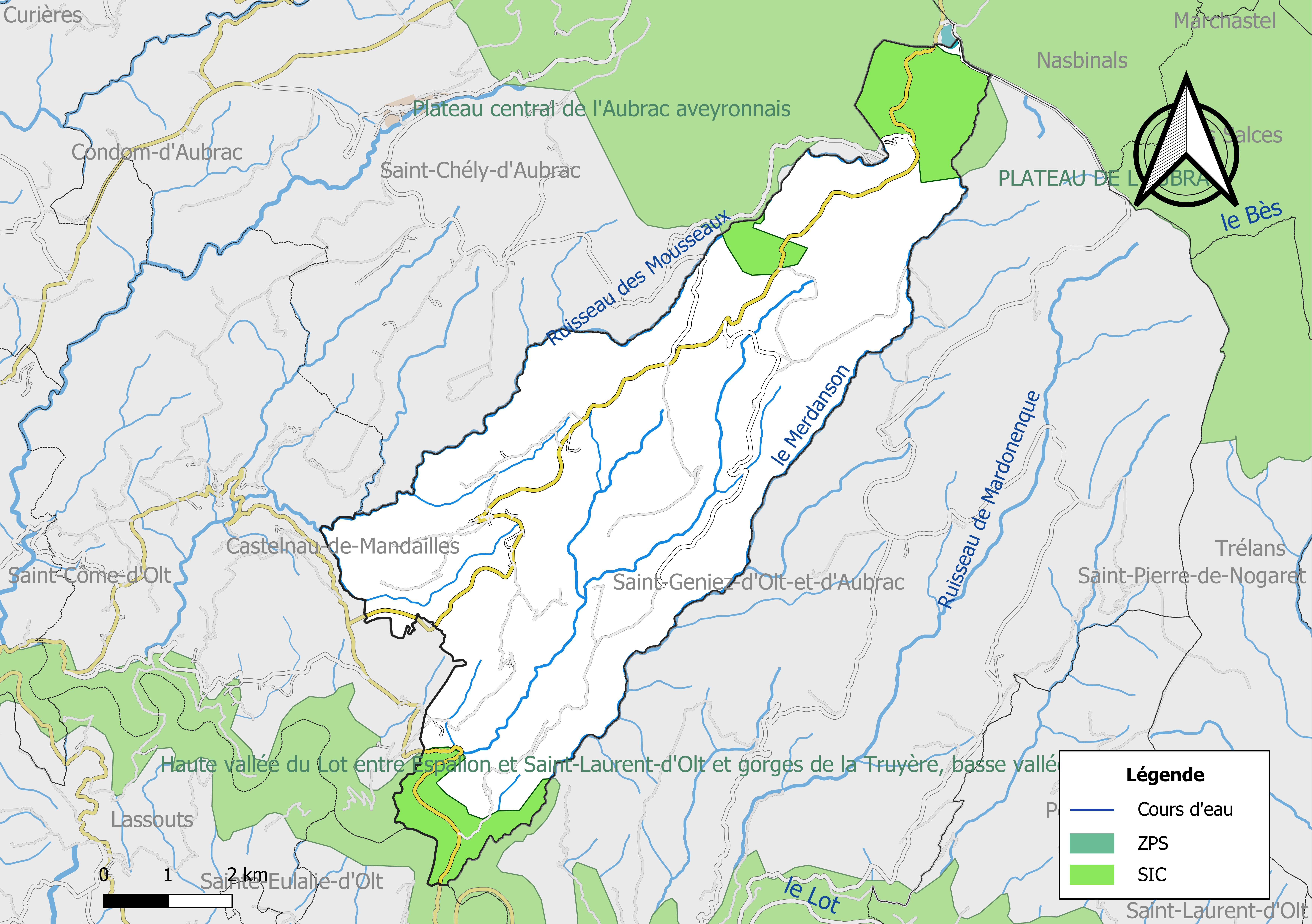
Sites Natura 2000 sur le territoire communal.

Le réseau Natura 2000 est un réseau écologique européen de sites naturels d’intérêt écologique élaboré à partir des Directives « Habitats » et « Oiseaux ». Ce réseau est constitué de Zones spéciales de conservation (ZSC) et de Zones de protection spéciale (ZPS). Dans les zones de ce réseau, les États Membres s'engagent à maintenir dans un état de conservation favorable les types d'habitats et d'espèces concernés, par le biais de mesures réglementaires, administratives ou contractuelles.
Deux sites Natura 2000 ont été définis sur la commune au titre de la « directive Habitats » : 
- Le « Plateau central de l'Aubrac aveyronnais », d'une superficie de 7 067 ha, est un ensemble des principales zones tourbeuses tourbières et landes de la partie occidentale du plateau de l'Aubrac, ainsi que des prairies et forêts montagnardes. Il s'agit de la seule station de Midi-Pyrénées pour la Ligulaire de Sibérie, ainsi que diverses espèces boréales des tourbières. La Loutre est également présente[27] ;
- La « Haute vallée du Lot entre Espalion et Saint-Laurent-d'Olt et gorges de la Truyère, basse vallée du Lot et le Goul », d'une superficie de 5 653 ha, comprend une partie de la vallée du Lot ainsi que deux de ses affluents : la Truyère et le Goul. Le site est remarquable d'une part du fait de la présence de deux espèces d'intérêt communautaire, la Loutre d'Europe et le Chabot, et de plusieurs habitats aquatiques et forestiers d'intérêts communautaires qui se rapportent aux trois entités paysagères du site[28].

#### Zones naturelles d'intérêt écologique, faunistique et floristique
L’inventaire des zones naturelles d'intérêt écologique, faunistique et floristique (ZNIEFF) a pour objectif de réaliser une couverture des zones les plus intéressantes sur le plan écologique, essentiellement dans la perspective d’améliorer la connaissance du patrimoine naturel national et de fournir aux différents décideurs un outil d’aide à la prise en compte de l’environnement dans l’aménagement du territoire.
Le territoire communal de Prades-d'Aubrac comprend trois ZNIEFF de type 1, : 
- le « Plateau de l'Aubrac Aveyronnais » (11 613 ha), couvrant 17 communes dont 11 dans l'Aveyron, 4 dans le Cantal et 2 dans la Lozère[30] ;
- la « Rivière Lot (partie Aveyron) » (2 552 ha), couvrant 33 communes dont 30 dans l'Aveyron, 2 dans le Cantal et 1 dans la Lozère[31] ;
- le « Vallon du Merdanson et bois des hourcières » (560,4 ha), couvrant 2 communes du département[32]

et deux ZNIEFF de type 2, : 
- la « Vallée du Lot (partie Aveyron) » (19 239 ha), qui s'étend sur 47 communes dont 39 dans l'Aveyron, 5 dans le Cantal, 2 dans le Lot et 1 dans la Lozère[33] ;
- le « Versant occidental des monts d'Aubrac » (32 040 ha), couvrant 24 communes dont 17 dans l'Aveyron, 4 dans le Cantal et 3 dans la Lozère[34].

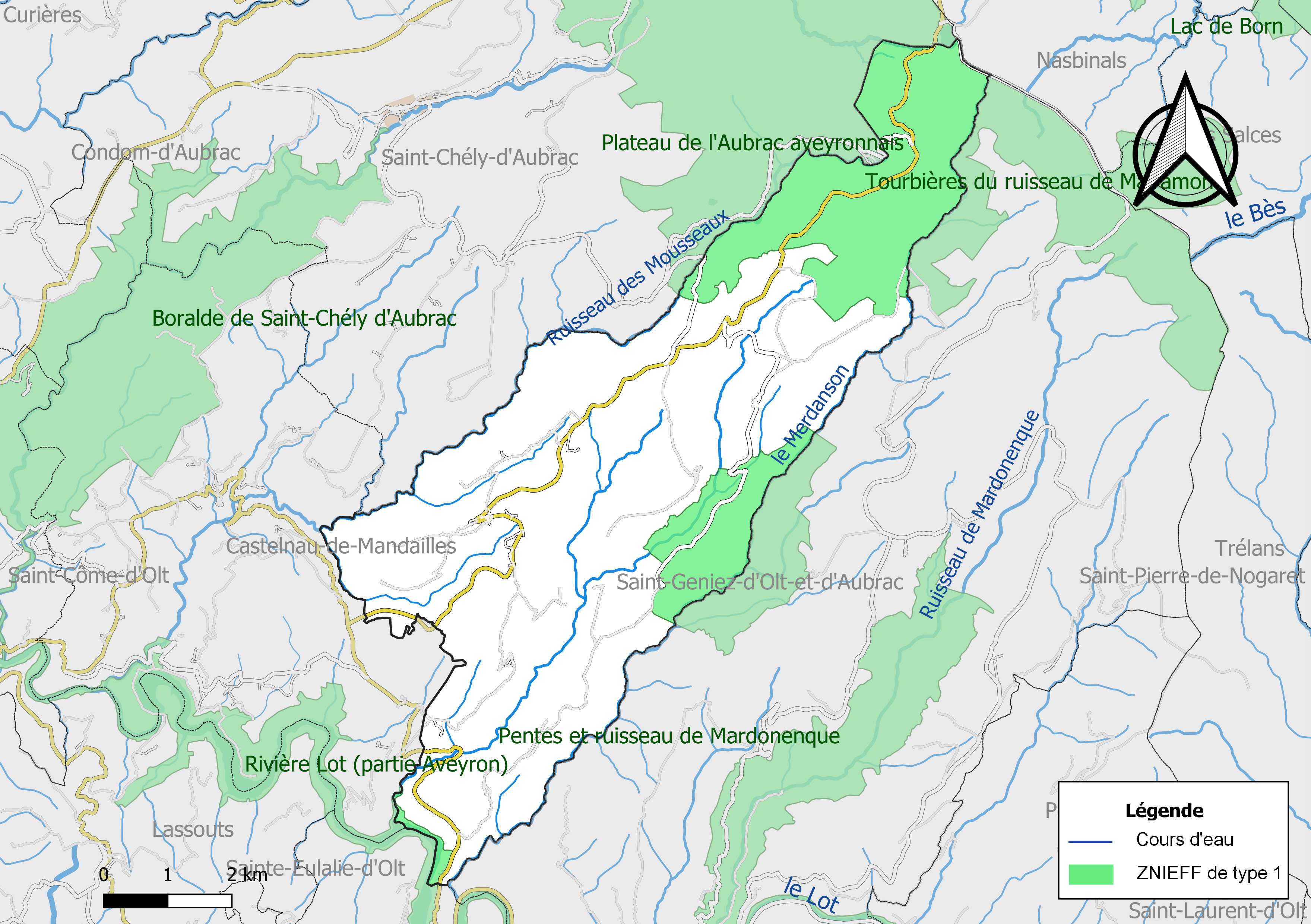
Carte des ZNIEFF de type 1 de la commune.
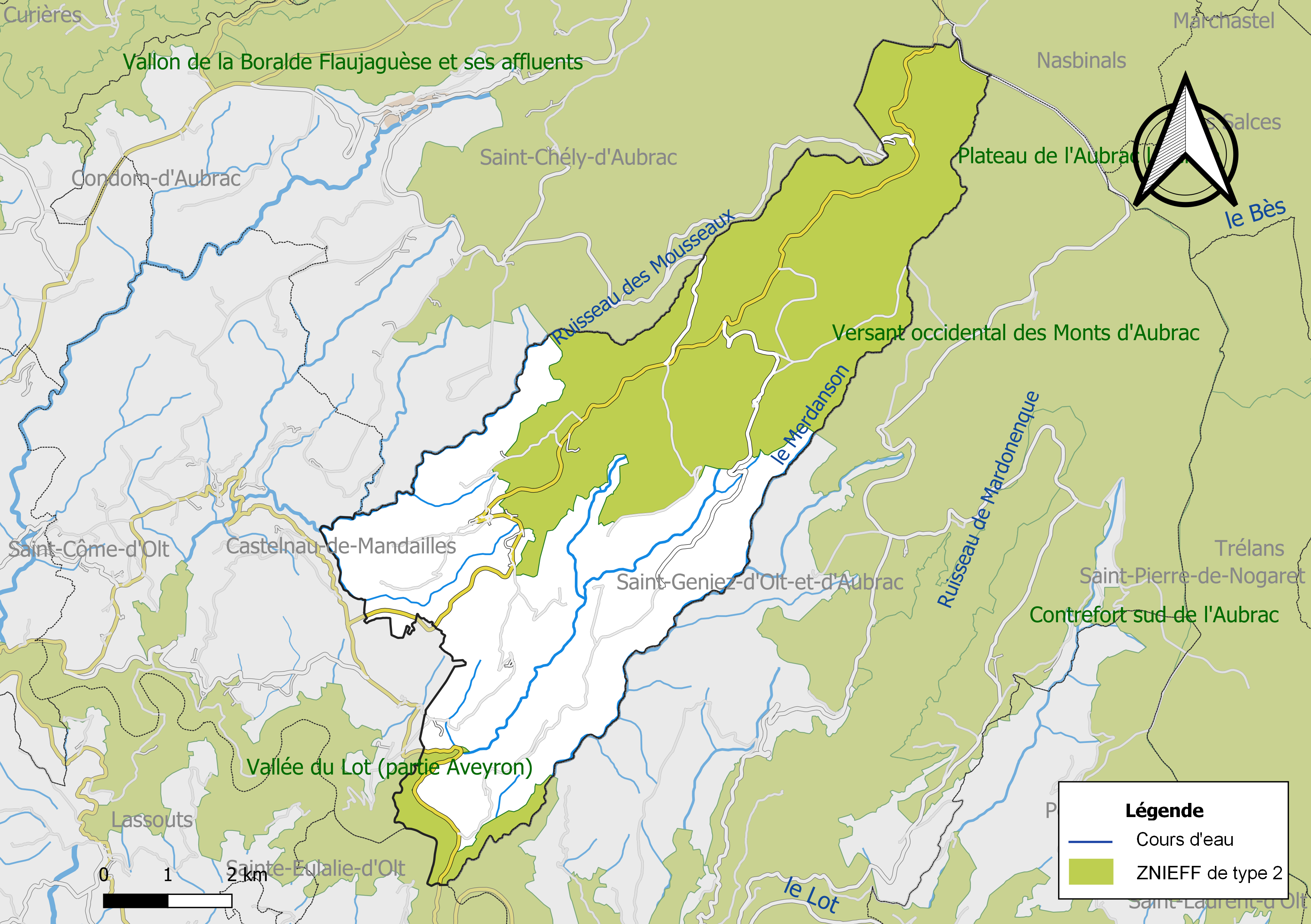
Carte des ZNIEFF de type 2 de la commune.

## Urbanisme

### Typologie
Au 1er janvier 2024, Prades-d'Aubrac est catégorisée commune rurale à habitat très dispersé, selon la nouvelle grille communale de densité à 7 niveaux définie par l'Insee en 2022.
Elle est située hors unité urbaine et hors attraction des villes,.

### Occupation des sols

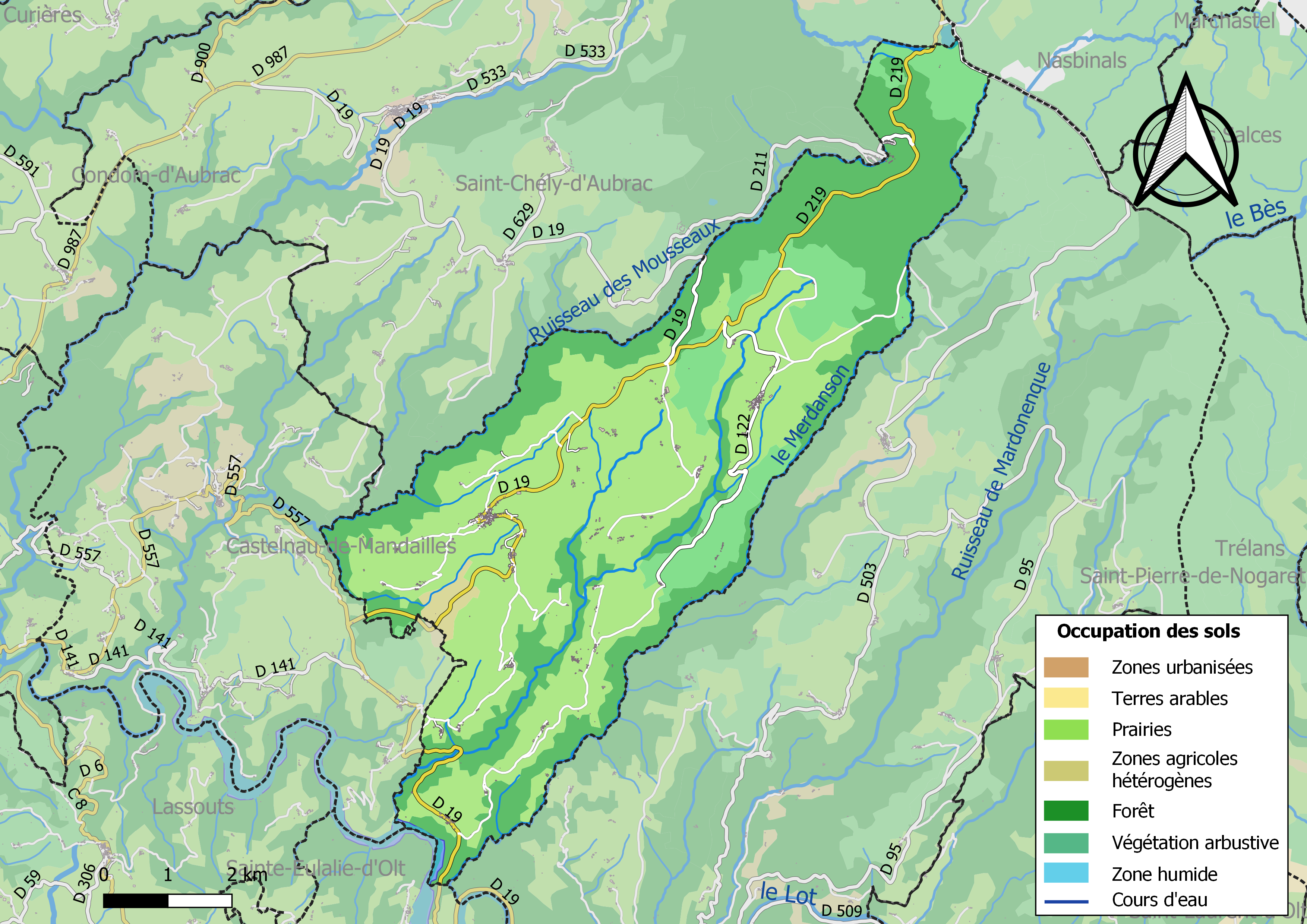
Infrastructures et occupation des sols de la commune de Prades-d'Aubrac.

L'occupation des sols de la commune, telle qu'elle ressort de la base de données européenne d’occupation biophysique des sols Corine Land Cover (CLC), est marquée par l'importance des forêts et milieux semi-naturels (49,9 % en 2018), une proportion identique à celle de 1990 (49,9 %). La répartition détaillée en 2018 est la suivante : 
prairies (47,9 %), forêts (37,6 %), milieux à végétation arbustive et/ou herbacée (12,4 %), zones agricoles hétérogènes (1,1 %), zones urbanisées (0,8 %), eaux continentales (0,2 %).

### Planification
La commune ne disposait pas en 2017 de document d'urbanisme opérationnel et le règlement national d'urbanisme s'appliquait donc pour la délivrance des permis de construire.

### Risques majeurs
Le territoire de la commune de Prades-d'Aubrac est vulnérable à différents aléas naturels : inondations, climatiques (hiver exceptionnel ou canicule), feux de forêts et séisme (sismicité faible).
Il est également exposé à un risque particulier, le risque radon,.

#### Risques naturels

Zones inondables de la commune de Prades-d'Aubrac.

Certaines parties du territoire communal sont susceptibles d’être affectées par le risque d’inondation par débordement du Lot. Les dernières grandes crues historiques, ayant touché plusieurs parties du département, remontent aux 3 et 4 décembre 2003 (dans le bassin du Lot, de l'Aveyron, du Viaur et du Tarn) et au 28 novembre 2014 (bassins de la Sorgues et du Dourdou). Ce risque est pris en compte dans l'aménagement du territoire de la commune par le biais du Plan de prévention du risque inondation (PPRI) Lot amont 3, approuvé le 23 février 2011.
Le Plan départemental de protection des forêts contre les incendies découpe le département de l’Aveyron en sept « bassins de risque » et définit une sensibilité des communes à l’aléa feux de forêt (de faible à très forte). La commune est classée en sensibilité faible.
Les mouvements de terrains susceptibles de se produire sur la commune sont liés au retrait-gonflement des argiles, conséquence d'un changement d'humidité des sols argileux. Les argiles sont capables de fixer l'eau disponible mais aussi de la perdre en se rétractant en cas de sécheresse. Ce phénomène peut provoquer des dégâts très importants sur les constructions (fissures, déformations des ouvertures) pouvant rendre inhabitables certains locaux. La carte de zonage de cet aléa peut être consultée sur le site de l'observatoire national des risques naturels Georisques

#### Risque particulier
Dans plusieurs parties du territoire national, le radon, accumulé dans certains logements ou autres locaux, peut constituer une source significative d’exposition de la population aux rayonnements ionisants. Toutes les communes du département sont concernées par le risque radon à un niveau plus ou moins élevé. Selon le dossier départemental des risques majeurs du département établi en 2013, la commune de Prades-d'Aubrac est classée à risque moyen à élevé. Un décret du 4 juin 2018 a modifié la terminologie du zonage définie dans le code de la santé publique et a été complété par un arrêté du 27 juin 2018 portant délimitation des zones à potentiel radon du territoire français. La commune est désormais en zone 3, à savoir zone à potentiel radon significatif.

## Histoire

### Moyen Âge
Au XIIe siècle, la paroisse de St Laurent de Prades d'Aubrac dépend de la Dômerie d'Aubrac, ainsi que la grange de La Salle.
En 1355, Jean, comte d'Armagnac, permet à Frère Pierre Allo, dom d'Aubrac, « de se servir des forts de Prades, d'y réfugier ses effets et de les faire garder par ses hommes ».
En 1385, le château de La Salle sert de refuge aux habitants, lors des pillages commis par des compagnies anglaises.

### Époque moderne
Trois foires annuelles sont établies à Prades en 1533 par François Ier (Al Canton St Geniez d'Olt).
En 1771, les habitants de Prades d'Aubrac sont paysans, artisans, tisserands, fileurs de laine et journaliers. Outre l'élevage de bovins, on cultive du froment, du seigle, de l'orge, et du sarrasin.
La période troublée de la Révolution est l'occasion de plusieurs délits commis par des brigands dans la commune entre 1793 et 1796 et de l'assassinat du notaire Jacques Galdemar en 1796.

### Époque contemporaine
Une enquête agricole de 1892 confirme la culture de céréales, ainsi que de fèves, haricots, pois, lentilles, pommes de terre, et betteraves fourragères. La commune comprend également de nombreuses châtaigneraies (70 hectares), des pommiers, des pruniers, des cerisiers ainsi que des noyers.
À la fin du XIXe siècle, comme dans d'autres communes de l'Aubrac, des habitants de Prades d'Aubrac émigrent à Paris. Quelques familles émigrent en Argentine, notamment dans la région de Cordoba et à Pigüé.

## Politique et administration

### Découpage territorial
La commune de Prades-d'Aubrac est membre de la communauté de communes Des Causses à l'Aubrac, un établissement public de coopération intercommunale (EPCI) à fiscalité propre créé le 1er janvier 2017 dont le siège est à Palmas d'Aveyron. Ce dernier est par ailleurs membre d'autres groupements intercommunaux.
Sur le plan administratif, elle est rattachée à l'arrondissement de Rodez, au département de l'Aveyron et à la région Occitanie. Sur le plan électoral, elle dépend du  canton de Lot et Palanges pour l'élection des conseillers départementaux, depuis le redécoupage cantonal de 2014 entré en vigueur en 2015, et de la première circonscription de l'Aveyron  pour les élections législatives, depuis le dernier découpage électoral de 2010.

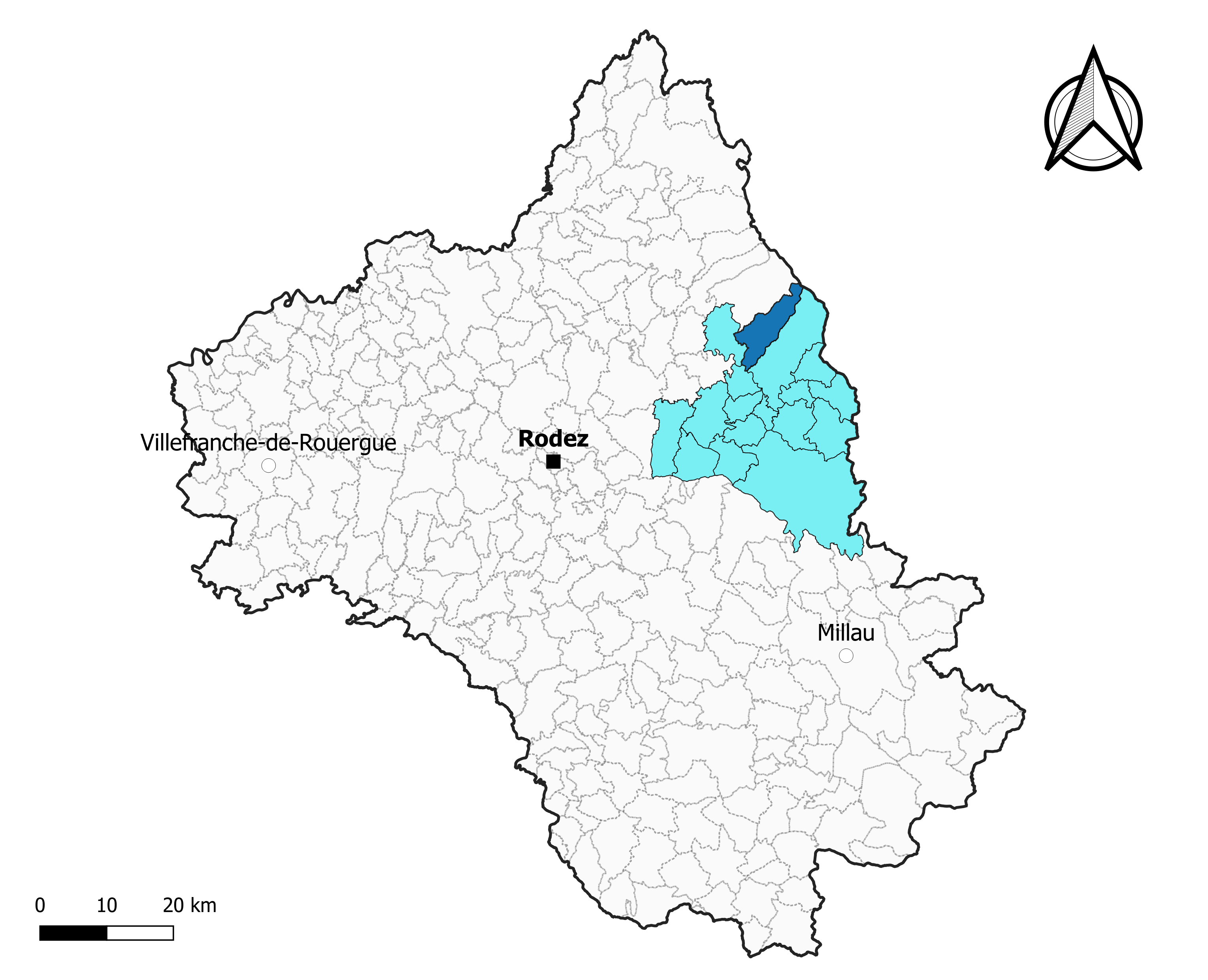
Prades-d'Aubrac dans l'intercommunalité en 2020.
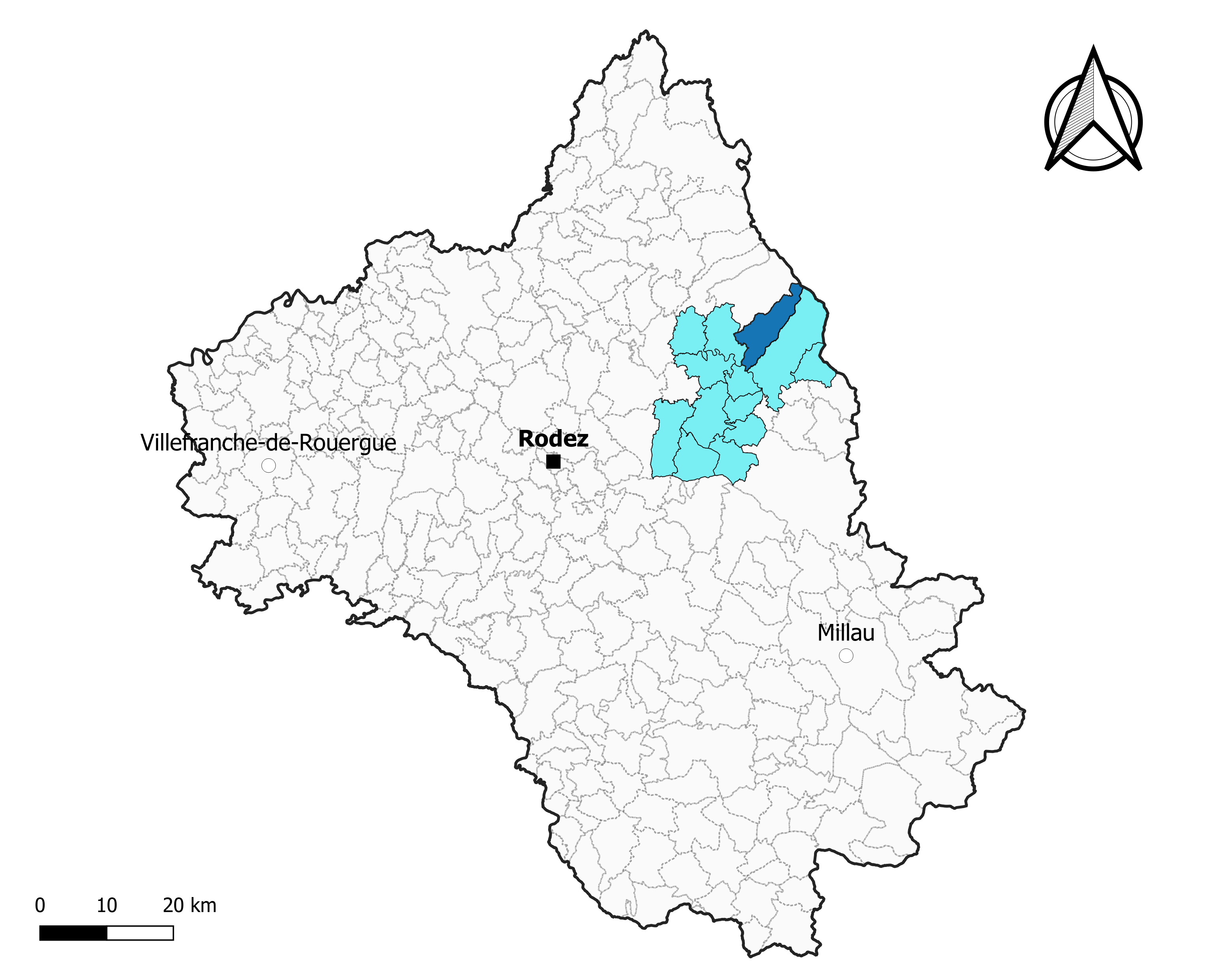
Prades-d'Aubrac dans le canton de Lot et Palanges en 2020.
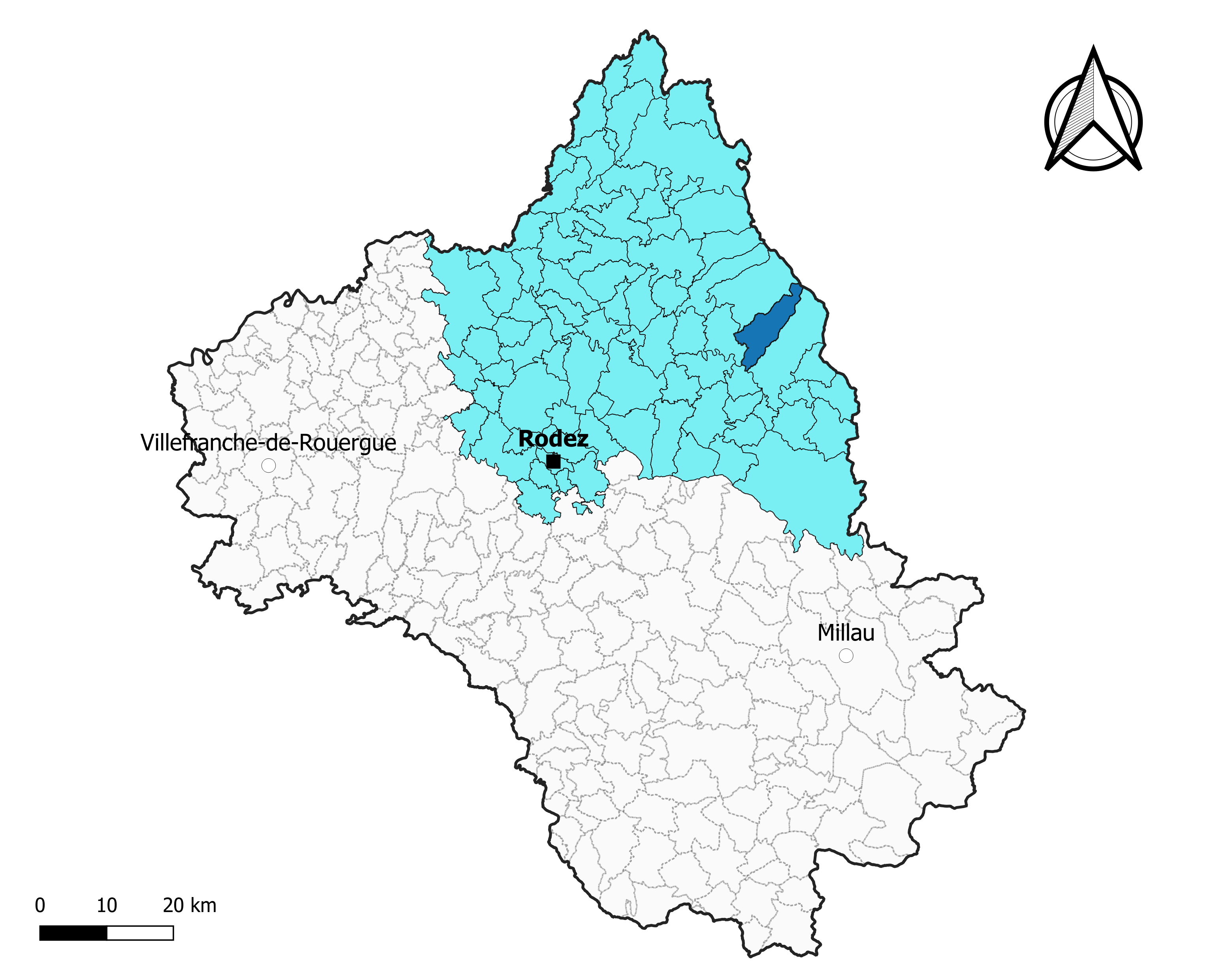
Prades-d'Aubrac dans l'arrondissement de Rodez en 2020.

### Élections municipales et communautaires

#### Élections de 2020
Le conseil municipal de Prades-d'Aubrac, commune de moins de 1 000 habitants, est élu au scrutin majoritaire plurinominal à deux tours avec candidatures isolées ou groupées et possibilité de panachage. Compte tenu de la population communale, le nombre de sièges à pourvoir lors des élections municipales de 2020 est de 11. Sur les douze candidats en lice, onze sont élus dès le premier tour, le 15 mars 2020, correspondant à la totalité des sièges à pourvoir, avec un taux de participation de 48,05 %.
Roger Auguy, maire sortant, est réélu pour un nouveau mandat le 23 mai 2020.
Dans les communes de moins de 1 000 habitants, les conseillers communautaires sont désignés parmi les conseillers municipaux élus en suivant l’ordre du tableau (maire, adjoints puis conseillers municipaux) et dans la limite du nombre de sièges attribués à la commune au sein du conseil communautaire. Un siège est attribué à la commune au sein de la communauté de communes Des Causses à l'Aubrac.

#### Liste des maires
| Période                                  | Période  | Identité                     | Étiquette | Qualité                                         |
| ---------------------------------------- | -------- | ---------------------------- | --------- | ----------------------------------------------- |
| 1791                                     | 1792     | Joseph Gay                   |           |                                                 |
| 1792                                     | 1799     | Denis Girbal                 |           |                                                 |
| 1799                                     | 1800     | Joseph Vézins                |           |                                                 |
| 1800                                     | 1801     | Jean-Joseph Fournie          |           |                                                 |
| 1801                                     | 1815     | Jean Bach                    |           |                                                 |
| 1815                                     | 1822     | Antoine Niel                 |           |                                                 |
| 1822                                     | 1827     | Jean-Pierre Auguy            |           |                                                 |
| 1827                                     | 1831     | François-Joseph Rouqueyrol   |           |                                                 |
| 1831                                     | 1836     | Jean-Pierre Auguy            |           |                                                 |
| 1836                                     | 1848     | Jean-Louis Raynal            |           |                                                 |
| 1848                                     | 1855     | Jean-Baptiste Bach           |           |                                                 |
| 1855                                     | 1865     | Jean-Louis Raynal            |           |                                                 |
| 1865                                     | 1876     | Joseph Plagnard              |           |                                                 |
| 1876                                     | 1878     | Firmin-Félix Galdemard       |           |                                                 |
| 1878                                     | 1892     | Jean-Joseph-Sylvestre Vézins |           |                                                 |
| 1892                                     | 1894     | Joseph Plagnard              |           |                                                 |
| 1894                                     | 1900     | Léandre Courtois             |           |                                                 |
| 1900                                     | 1912     | Antoine Fabre                |           |                                                 |
| 1912                                     | 1919     | Sylvain Poujouly             |           |                                                 |
| 1919                                     | 1925     | Henri Fabre                  |           |                                                 |
| 1925                                     | 1941     | Louis Raynal                 |           |                                                 |
| 1941                                     | 1944     | Joseph Roux                  |           |                                                 |
| 1944                                     | 1947     | Louis Raynal                 |           |                                                 |
| 1947                                     | 1957     | Laurent Auguy                |           |                                                 |
| 1957                                     | 1963     | Maurice Auguy                |           |                                                 |
| 1963                                     | 1965     | Camille Vayssade             |           |                                                 |
| 1965                                     | 1967     | Henri Serres                 |           |                                                 |
| 1967                                     | 2001     | Marcel Girbal                |           |                                                 |
| 2001                                     | 2014     | Francis Auguy                |           |                                                 |
| mars 2014                                | En cours | Roger Auguy,                 |           | Ancien artisan, commerçant ou chef d'entreprise |
| Les données manquantes sont à compléter. |          |                              |           |                                                 |

## Démographie
L'évolution du nombre d'habitants est connue à travers les recensements de la population effectués dans la commune depuis 1793. Pour les communes de moins de 10 000 habitants, une enquête de recensement portant sur toute la population est réalisée tous les cinq ans, les populations de référence des années intermédiaires étant quant à elles estimées par interpolation ou extrapolation. Pour la commune, le premier recensement exhaustif entrant dans le cadre du nouveau dispositif a été réalisé en 2008.

En 2022, la commune comptait 310 habitants, en évolution de −22,11 % par rapport à 2016 (Aveyron : +0,37 %, France hors Mayotte : +2,11 %).
| 1793 | 1800 | 1841  | 1846  | 1851  | 1856  | 1861  | 1866  | 1872  |
| ---- | ---- | ----- | ----- | ----- | ----- | ----- | ----- | ----- |
| 797  | 654  | 1 512 | 1 549 | 1 604 | 1 460 | 1 418 | 1 713 | 1 640 |

| 1876  | 1881  | 1886  | 1891  | 1896  | 1901  | 1906  | 1911  | 1921  |
| ----- | ----- | ----- | ----- | ----- | ----- | ----- | ----- | ----- |
| 1 701 | 1 802 | 1 807 | 1 765 | 1 659 | 1 542 | 1 536 | 1 483 | 1 312 |

| 1926  | 1931  | 1936  | 1946  | 1954 | 1962 | 1968 | 1975 | 1982 |
| ----- | ----- | ----- | ----- | ---- | ---- | ---- | ---- | ---- |
| 1 182 | 1 236 | 1 295 | 1 131 | 926  | 811  | 692  | 557  | 511  |

| 1990 | 1999 | 2006 | 2008 | 2013 | 2018 | 2022 | - | - |
| ---- | ---- | ---- | ---- | ---- | ---- | ---- | - | - |
| 438  | 402  | 415  | 419  | 426  | 359  | 310  | - | - |

## Manifestation culturelles
Expo photos, couture (juillet-août - salle d'animation place St Laurent
Fête de la Saint Laurent (week-end le plus proche du 10 août)

## Économie

### Revenus
En 2018  (données Insee publiées en septembre 2021), la commune compte 152 ménages fiscaux, regroupant 262 personnes. La médiane du revenu disponible par unité de consommation est de 17 070 € (20 640 € dans le département).

### Emploi
| Division       | 2008  | 2013  | 2018  |
| -------------- | ----- | ----- | ----- |
| Commune        | 4 %   | 6 %   | 3,1 % |
| Département    | 5,4 % | 7,1 % | 7,1 % |
| France entière | 8,3 % | 10 %  | 10 %  |

En 2018, la population âgée de 15 à 64 ans s'élève à 160 personnes, parmi lesquelles on compte 61,3 % d'actifs (58,1 % ayant un emploi et 3,1 % de chômeurs) et 38,8 % d'inactifs,. Depuis 2008, le taux de chômage communal (au sens du recensement) des 15-64 ans est inférieur à celui de la France et du département.
La commune est hors attraction des villes,. Elle compte 60 emplois en 2018, contre 96 en 2013 et 98 en 2008. Le nombre d'actifs ayant un emploi résidant dans la commune est de 96, soit un indicateur de concentration d'emploi de 62,5 % et un taux d'activité parmi les 15 ans ou plus de 28,9 %.
Sur ces 96 actifs de 15 ans ou plus ayant un emploi, 54 travaillent dans la commune, soit 56 % des habitants. Pour se rendre au travail, 58,3 % des habitants utilisent un véhicule personnel ou de fonction à quatre roues, 8,3 % s'y rendent en deux-roues, à vélo ou à pied et 33,3 % n'ont pas besoin de transport (travail au domicile).

### Activités hors agriculture
30 établissements sont implantés  à Prades-d'Aubrac au 31 décembre 2019. Le tableau ci-dessous en détaille le nombre par secteur d'activité et compare les ratios avec ceux du département,.
Le secteur du commerce de gros et de détail, des transports, de l'hébergement et de la restauration est prépondérant sur la commune puisqu'il représente 43,3 % du nombre total d'établissements de la commune (13 sur les 30 entreprises implantées  à Prades-d'Aubrac), contre 27,5 % au niveau départemental.

### Agriculture
L'activité principale de la commune est l'élevage de bovins, principalement de la race Aubrac (21 établissements agricoles sur le territoire de la commune en 2014).
La commune est dans l'Aubrac, une petite région agricole occupant le nord du département de l'Aveyron. En 2020, l'orientation technico-économique de l'agriculture  sur la commune est l'élevage de bovins, principalement de la race Aubrac.
|               | 1988  | 2000  | 2010  | 2020  |
| ------------- | ----- | ----- | ----- | ----- |
| Exploitations | 88    | 64    | 47    | 41    |
| SAU (ha)      | 3 522 | 3 895 | 3 520 | 3 488 |

Le nombre d'exploitations agricoles en activité et ayant leur siège dans la commune est passé de 88 lors du recensement agricole de 1988  à 64 en 2000 puis à 47 en 2010 et enfin à 41 en 2020, soit une baisse de 53 % en 32 ans. Le même mouvement est observé à l'échelle du département qui a perdu pendant cette période 51 % de ses exploitations,. La surface agricole utilisée sur la commune a également diminué de 3 522 ha en 1988 à 3 488 ha en 2020. Parallèlement la surface agricole utilisée moyenne par exploitation a augmenté, passant de 40 à 85 ha.

## Culture locale et patrimoine

### Église Saint-Laurentde Prades-d'Aubrac
Classé MH (1929)
Elle fut construite en 1540 par Antoine André, dom d'Aubrac. Une pietà se trouve au-dessus de la porte d'entrée, sous le porche.

### Église des Crouzets
L'église des Crouzets date du XVIe siècle. Une belle croix en pierre sculptée sur les deux faces est visible dans le cimetière.

### Église de Lunet
Son architecture est en partie romane, et surtout gothique.

### Église de Born
Elle a été construite au XIXe siècle.

### Château de la Salle
Dépendance de l’Hôpital d’Aubrac, la «grange» de la Salle existait déjà en 1267, date à laquelle elle est citée dans une bulle du pape Clément IV, au même titre que celles de Bonnefon et Malet, entre autres. Le terme de grange indique qu’on y gardait les récoltes. Elle était alors constituée d’une tour accolée à l’ouest à un bâtiment perpendiculaire à ceux que l’on peut voir de nos jours, dont il ne reste plus que la cave voûtée.
La guerre de Cent Ans (1337/1453) conduit, à partir de 1340, à la fortification (murailles, pont-levis...) de la Salle de Prades.
En 1401, une enquête est faite à Prades par le lieutenant des montagnes de Rouergue à la suite de plaintes des habitants contre le dom d’Aubrac, notamment pour des destructions de maisons dont les poutres en bon état sont utilisées au profit de la demeure seigneuriale.
En 1462, François d’Estaing naît au château de la Salle. Il deviendra évêque de Rodez.
En 1640, un inventaire de l’Hôpital d’Aubrac et ses annexes, dont la Salle de Prades, est réalisé. On pénètre dans la basse-cour par une porte à «deux battants, trois serrures, deux verrous», dont le haut est garni de petites barres de fer.
Le bâtiment principal comprend, au rez-de-chausée, une cuisine et une petite chambre. A l’étage on trouve la chambre dite de Monseigneur, équipée d’une cheminée, et son cabinet, la salle (pièce de réception), la chambre dite méjane, et la chambre dite des dames. Une pièce nommée carnier (où l’on prépare la viande pour la saler et la conserver) est aussi mentionnée.
Il est fait état d’une grande grange, ainsi que d’un four et d’une étable sous un pigeonnier.
Au rez-de-chaussée de la tour, on trouve une «salette», une chambre dans laquelle il y a deux mousquets et une hallebarde, ainsi qu’une sommellerie (cave à vin).
Au-dessus se trouve la chapelle avec tout ce qui permet d’y faire la messe, une petite chambre, et la grande chambre de la tour. Puis vient le grenier à froment, une chambre et un autre grenier au-dessus où l’on trouve une échelle et une mesure à blé.
Il est également fait mention d’une cave et de deux prisons au bout de la tour, de deux jardins entourés de murs, avec six ruches avec les «mouches à miel», et d’une petite étable. Une vigne dite «de la coste» dépend de la propriété, dont les vignes sont «en bon état, taillées et liées» ; on y trouve une petite maison avec le matériel de la vigne (tonneaux, pressoir et outils de vendange) et une petite étable.
Un autre inventaire ordonné par Mgr Louis Antoine de Noailles, archevêque de Paris et Dom d’Aubrac, réalisé le 4 juin 1697, donne un aperçu des modifications apportées, comme le remplacement du pont-levis permettant l’accès à la tour par un «plancher sur des petites poutres» (galerie en bois dont les traces sont encore visibles de nos jours). Une grande cave inaccessible est située sous la tour.
De 1691 à 1772 se sont succédé au moins quatre familles de fermiers, logeant au château et exploitant les terres pour le compte du Dom d’Aubrac, dont François Clauzel, avocat originaire de Coussergues.
Un état des lieux est fait les 4 et 5 mai 1792 à la demande de Marianne Pégorier, veuve d’Alexis Mercadier de la Borie, qui a acquis le domaine de la Salle à la suite de la vente des Biens Nationaux. Elle se plaint «du défaut des réparations locatives» et de nombreux pillages. La tour est «toute crevassée», et une «girouette de trente-deux livres qui était placée sur la tour et que le vent a précipité dans le jardin» se trouve dans le salon.

### Cascade de Lacessat
Près de la route TransAubrac, elle est à la fois sur la commune de Prades d'Aubrac et d'Aurelle-Verlac, la boralde qui l'alimente marquant la limite des deux communes.

### Fontaine de Brameloup
La Fontaine de Brameloup est une source qui se trouve en forêt domaniale d'Aubrac. Son eau coule à une température constante de 4°.

### Galerie de photos

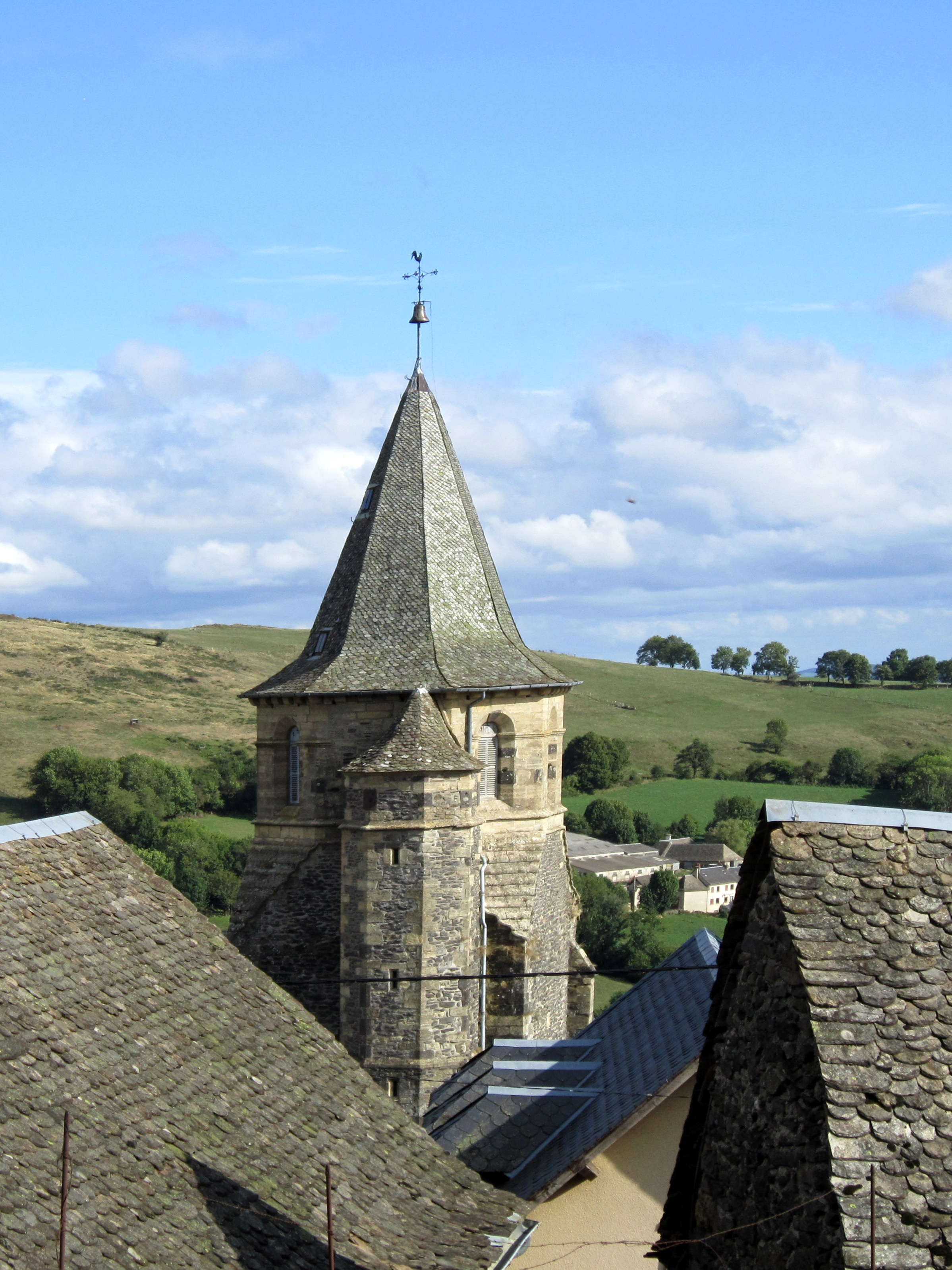
Église St Laurent de Prades
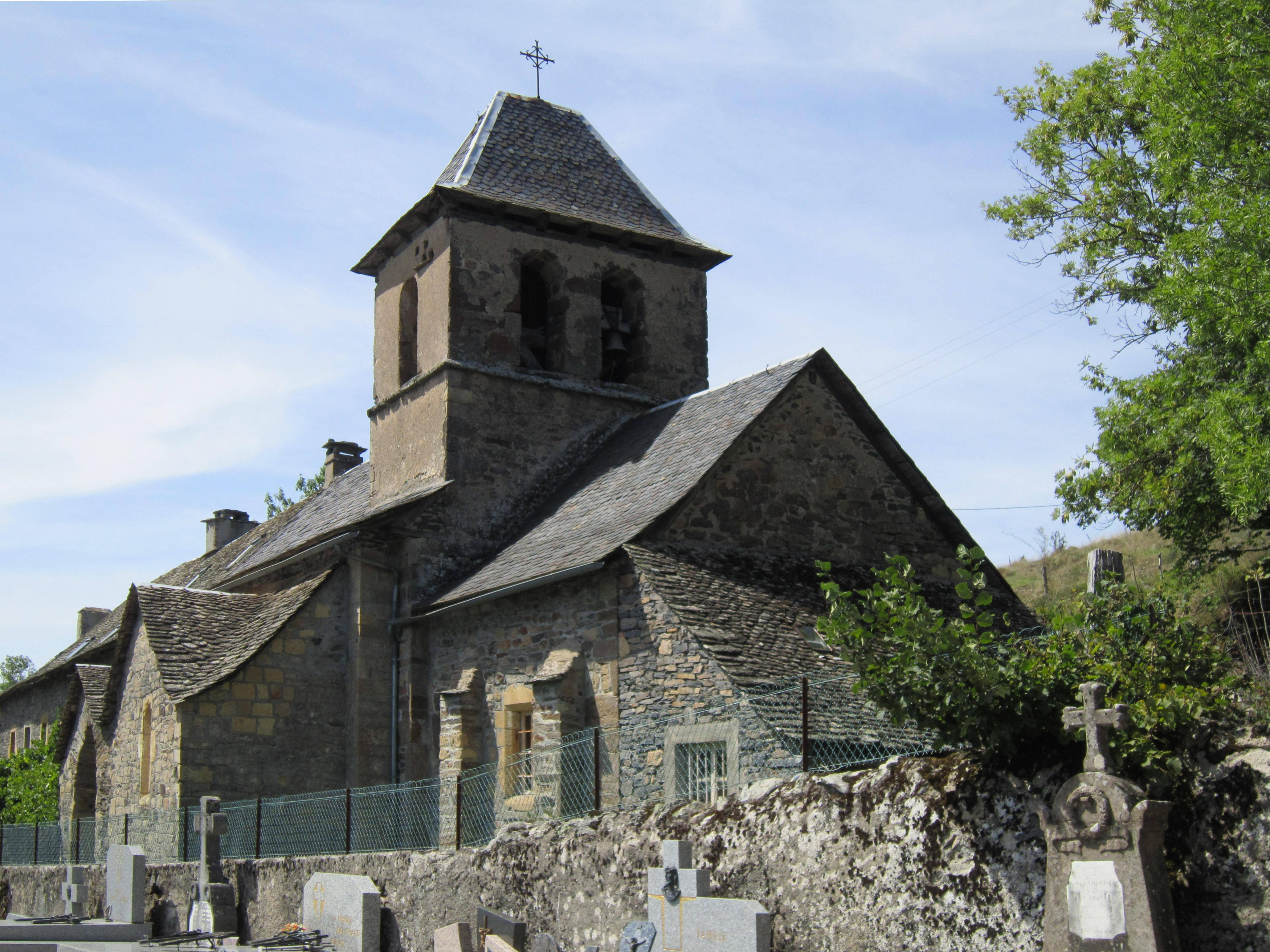
Église des Crouzets
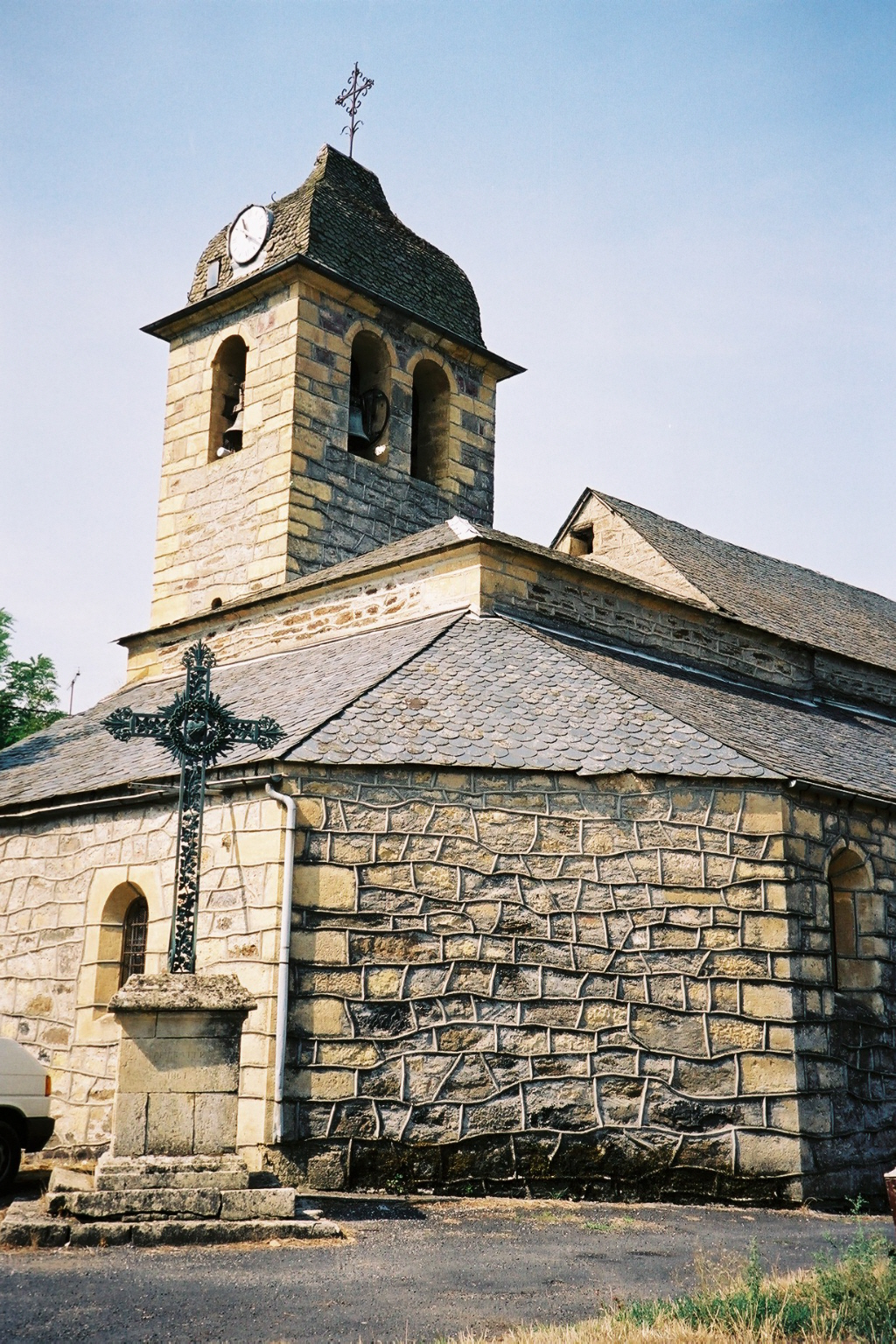
Église de Lunet
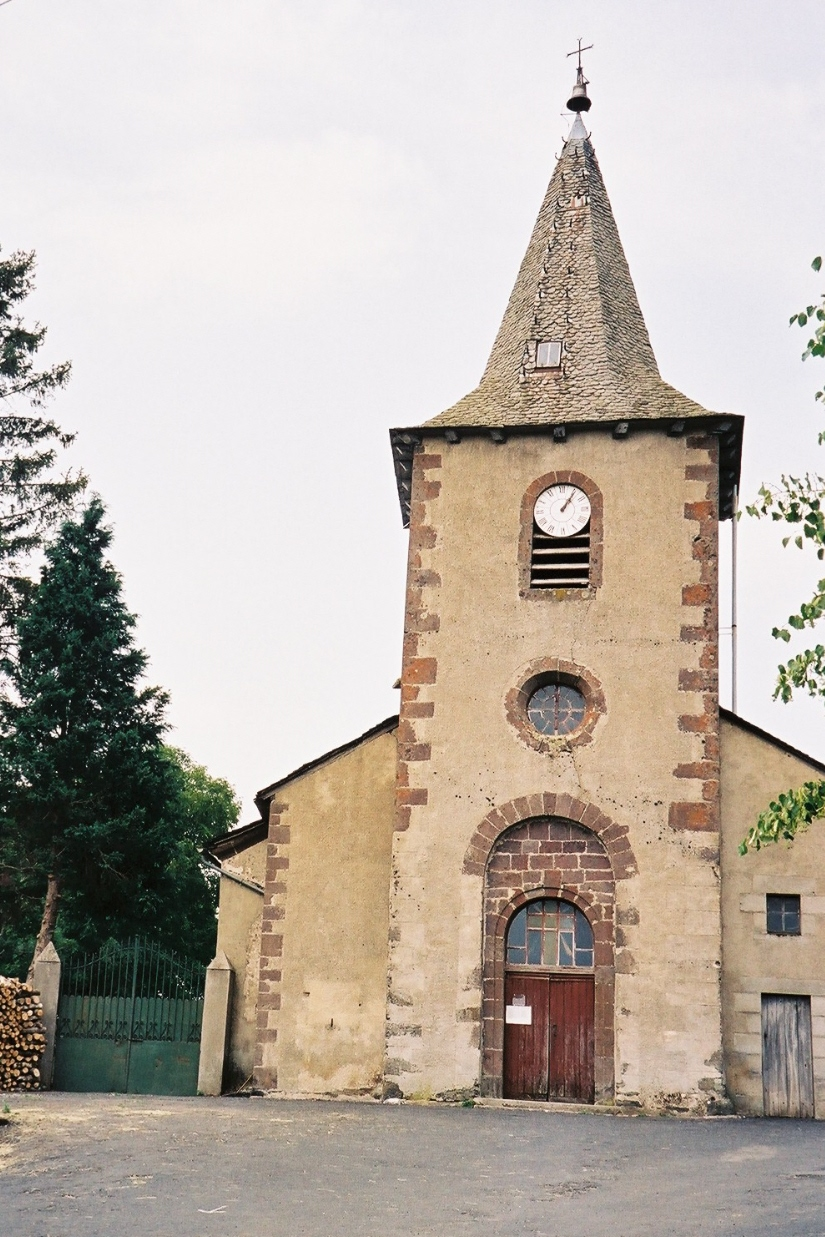
Église de Born
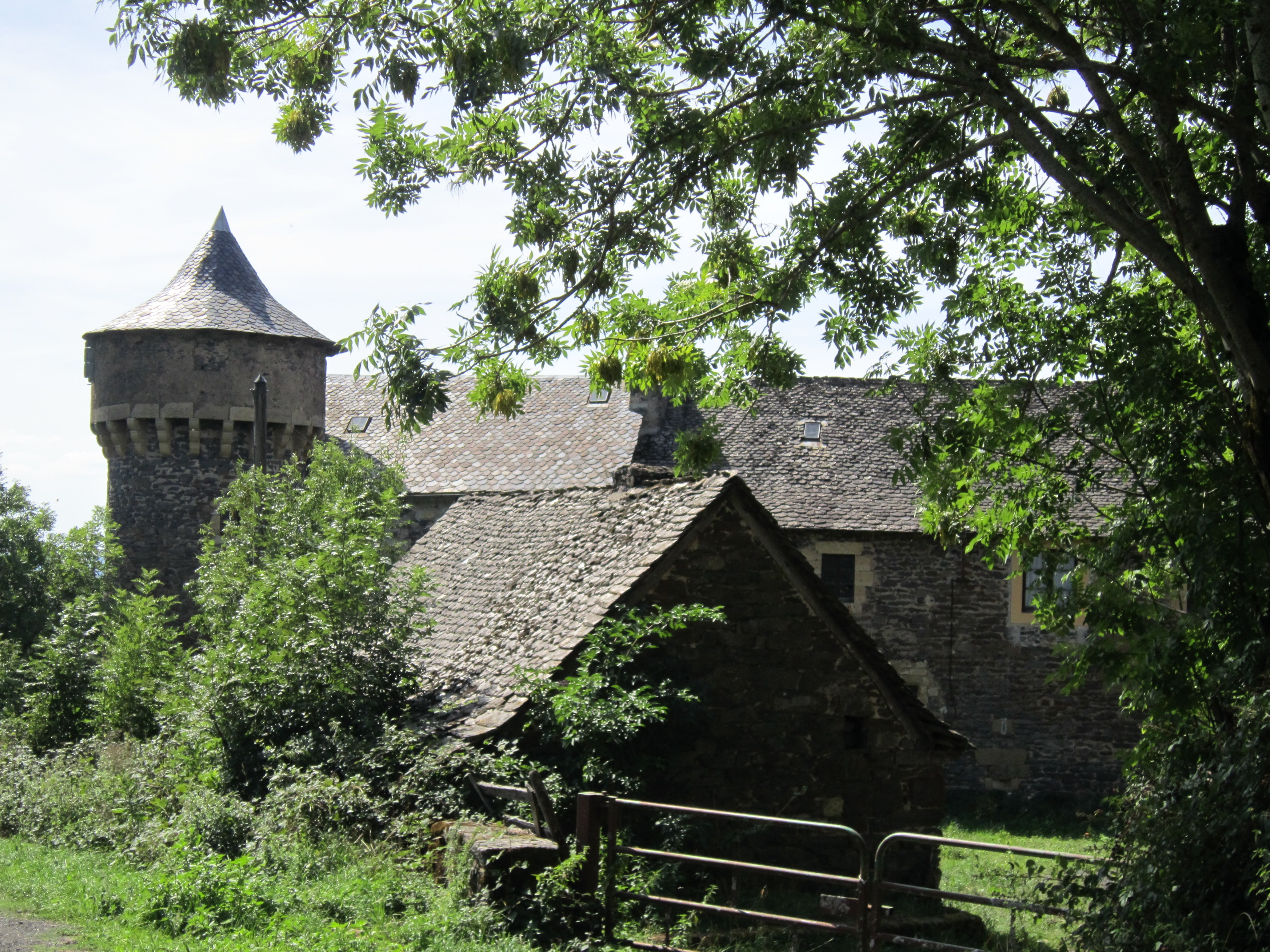
Château de la Salle (privé)
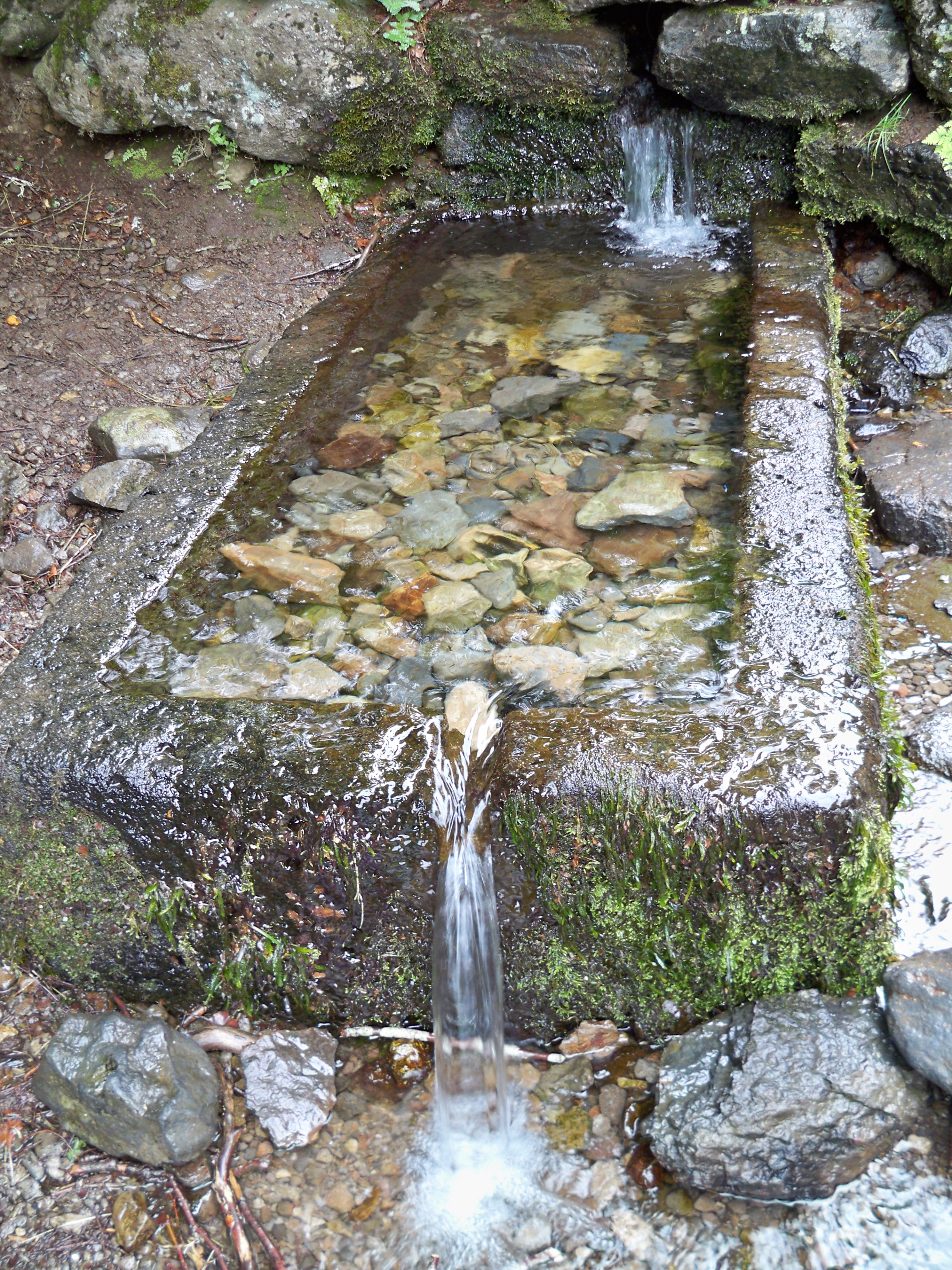
Fontaine de Brameloup
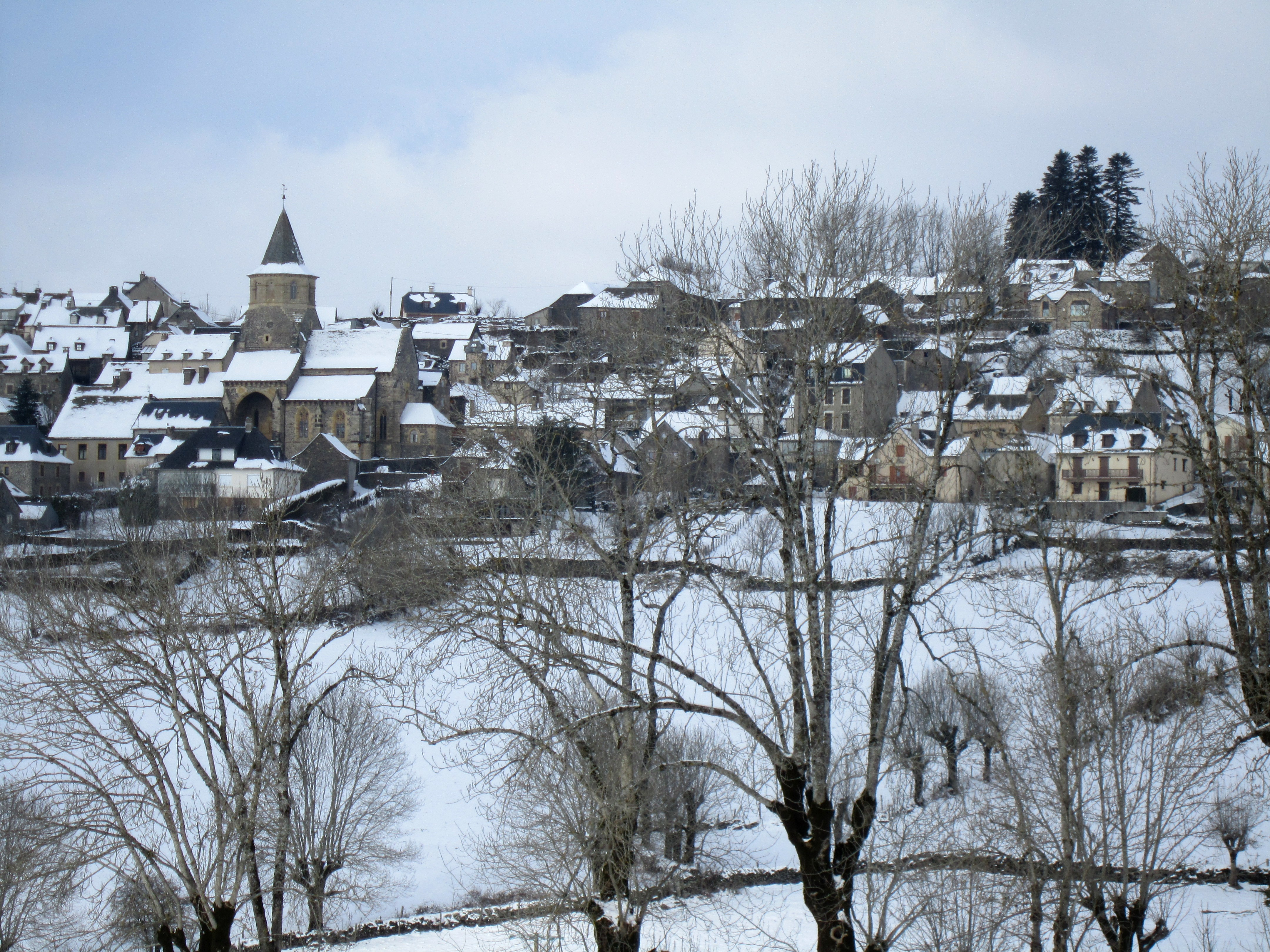
Prades d'Aubrac en hiver
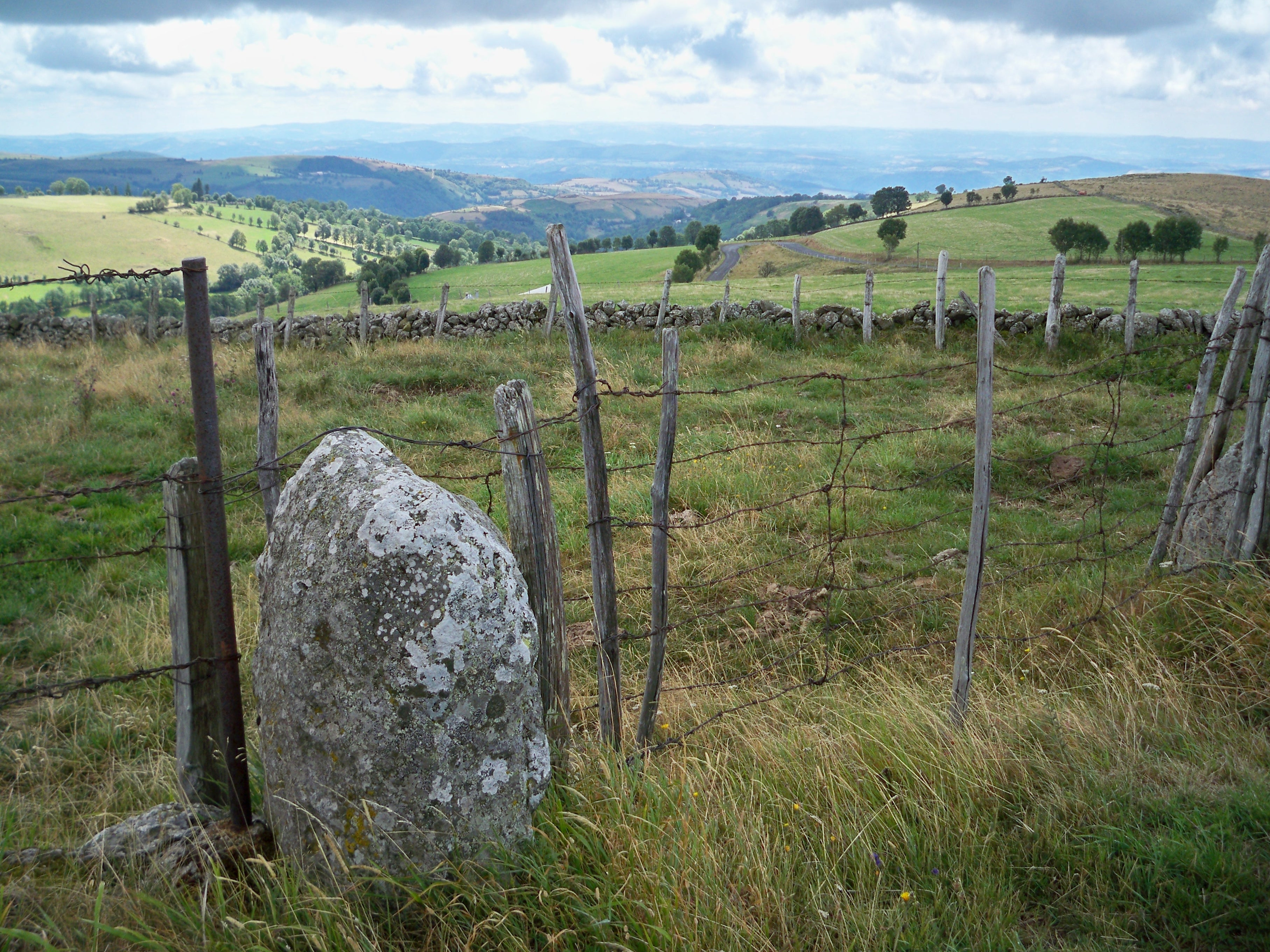
Paysage au-dessus de Born
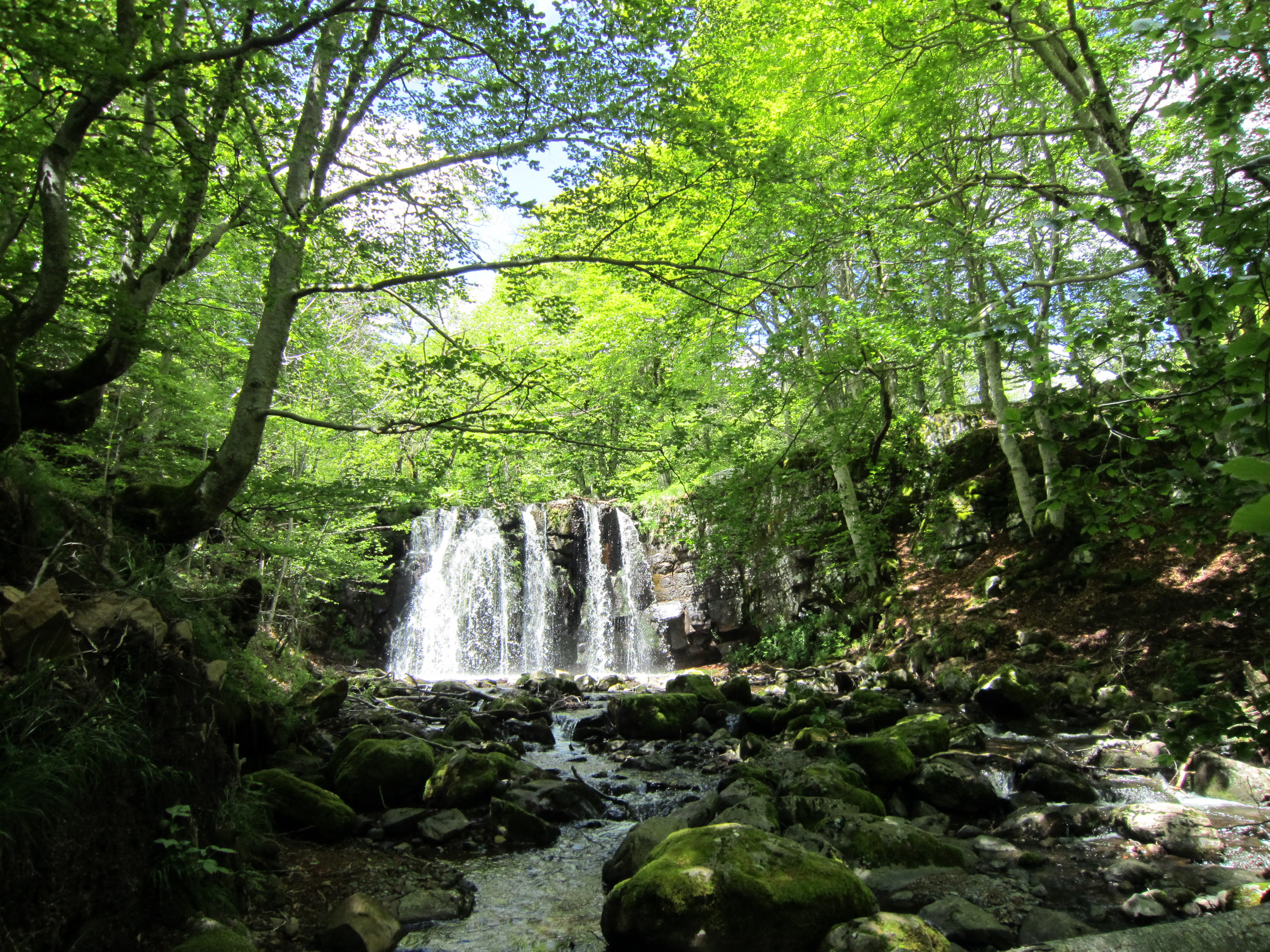
Cascade de Lacessat

### Personnalités liées à la commune
- Bienheureux François d'Estaing (1460 - 1529), évêque de Rodez pendant 25 ans. Il fit construire le clocher de la cathédrale et remit à l'honneur le culte de l'ange gardien. Il est né au Château de la Salle (ne se visite pas) près de Prades d'Aubrac.

### Héraldique
| Blason de la commune de Prades-d'Aubrac | Les armes de la commune de Prades-d'Aubrac se blasonnent ainsi : D’azur aux deux bourdons de pèlerin d’argent passés en sautoir, cantonnés en chef d’une croisette de Malte du même et aux flancs et en pointe de trois coquilles Saint-Jacques d’or. |